# Sonika Tandi
Sonika Tandi (en hindi : सोनिका तनु) est une joueuse de hockey sur gazon indienne. Elle évolue au Income Tax et avec l'équipe nationale indienne,.

## Biographie
Sonika est née le 20 mars 1997 dans le district d'Hisar dans l'état d'Haryana.

## Carrière
Elle a fait ses débuts en février 2016 à Guwahati lors des Jeux sud-asiatiques 2016.

## Palmarès
- : 1re aux Jeux sud-asiatiques 2016.
- : 1re à la Coupe d'Asie 2017[3],[4],[5].
- : 3e à la Ligue professionnelle 2021-2022.